# Polionemobius
Polionemobius is een geslacht van rechtvleugeligen uit de familie krekels (Gryllidae). De wetenschappelijke naam van dit geslacht is voor het eerst geldig gepubliceerd in 1983 door Gorochov.

## Soorten
Het geslacht Polionemobius omvat de volgende soorten:
- Polionemobius annulicornis Li, He & Liu, 2010
- Polionemobius batavicus Gorochov, 1984
- Polionemobius decipiens Gorochov, 1984
- Polionemobius flavoantennalis Shiraki, 1911
- Polionemobius mikado Shiraki, 1911
- Polionemobius modestus Gorochov, 1994
- Polionemobius pulchellus Gorochov, 1984
- Polionemobius taprobanensis Walker, 1869
- Polionemobius tarbinskyi Gorochov, 1986